# Diana Elmentaitė
 Diana Elmentaité, née le 22 mars 1983 à Utena, est une coureuse cycliste lituanienne.

## Palmarès sur piste

### Championnats du monde
- Stuttgart 2003
  - 17e de la poursuite

### Championnats du monde espoirs et juniors
- 2001
  -  Médaillée d'argent de la course aux points juniors

### Championnats d'Europe espoirs et juniors
- 2001
  -  Médaillée d'argent de la poursuite juniors
- 2003
  - 5e de la poursuite juniors
- 2004
  - 6e de la poursuite espoirs
  - 7e de la course aux points espoirs

## Palmarès sur route
- 2001
  -  Médaillée de bronze du championnat du monde du contre-la-montre juniors
  - 7e au championnat du monde sur route juniors
- 2002
  - 2e du championnat de Lituanie du contre-la-montre
- 2003
  - 3e du championnat de Lituanie sur route
  - 3e du championnat de Lituanie du contre-la-montre
- 2006
  - 3e du championnat de Lituanie du contre-la-montre